# Phaenochitonia fuliginea
Phaenochitonia fuliginea är en fjärilsart som beskrevs av Bates 1868. Phaenochitonia fuliginea ingår i släktet Phaenochitonia och familjen Riodinidae. Inga underarter finns listade i Catalogue of Life.